# Найбільші задокументовані російські втрати у одному бою чи місцевості під час вторгнення в Україну
 Найбільші задокументовані російські втрати у одному бою чи місцевості під час вторгнення в Україну  - це стаття, у якій зібрані найбільші задокументовані втрати російської армії за час повномасштабного вторгнення в Україну. З початку повномасштабного вторгнення Росії в Україну, російська армія зазнає великих втрат на різних ділянках фронту: на півночі, сході та півдні України.

### Лютий-квітень 2022 року
Втрати російської авіації 
24 лютого 2022 року, тоді протягом доби було знищено,як мінімум 6 одиниць російської авіації: 2 літаки, 1 Ан-26 Ан-26 та Су-25Cy-25, 1 гелікоптер Ка-52Ка-52 здійснив жорстку посадку та був захоплений Україною, ще один гелікоптер Ка-52Ка-52 був знищений у Гостомелі, там же був знищений гелікоптер Мі-35Мі-35 там же був знищений вертоліт Мі-24Мі-24. 
Втрати російської авіації ( 5 березня 2022 року )
Протягом доби було знищено як мінімум 5 одиниць російської авіації:1 Су-34 збитий у бою в небі над ЧерніговомЧерніговом. 1 гелікоптер Мі-35М на МиколаївщиніМі-35М. 1 вертоліт Мі-8АМТШ на Миколаївщині Мі-8АМТШ. 1 вертоліт Мі-24П у Київській областіМі-24П та 1 літак Су-30СМ поблизу міста Очаків, Миколаївської області Су-30СМ.
 Втрати при спробі росіян форсувати річку Сіверський Донець 
8-13 травня 2022 року, під час  форсування Сіверського Донця 
російські війська втратили щонайменше 110 одиниць військової техніки. Також за даними Інституту вивчення війни, втрати росіян серед особового складу вбитими та пораненими могли скласти понад 485 осіб.

Втрати під час Слобожанського контрнаступу ЗСУ
За даними,українських сайтів Forbs та Oryx, ЗСУ отримали трофеями 97 танків, 159 бойових броньованих машин та 55 артилерійських систем//forbes.ua/war-in-ukraine/lend-liz-po-ruski-rosiya-stala-naybilshim-postachalnikom-vazhkogo-ozbroennya-ukraini-u-2022-rotsi-28092022-8631. 
Слобожанський контрнаступ .

## Вибухи на авіабазіСаки
Вибухи на авіабазі Саки, Крим.
9 серпня 2022 року - серія вибухів, котра пролунала на авіабазі Саки в тимчасово окупованому Криму.
За деякою інформацією, втрати окупантів склали: щонайменше 5 літаків С-24М/MP та 5 літаків Су-30СМ було знищено.
.

## Знищення табору російських мобілізованих у Макіївці
Ракетний удар по табору російських мобілізованих у Макіївці 
у ніч на 1 січня 2023 року,було завдано ракетного удару по місцю дислокації новоприбулих російських окупантів у будівлі ПТУ № 19 на Кремлівській вулиці, де загинуло, за даними української сторони, понад 400 окупантів знищено, ще понад 300 окупантів поранено.

## Бої_за_Вугледар
Втрати при спробі наступу на Вугледар у січні-лютому 2023 року.
За місяць боїв росіяни втратили щонайменше 130 одиниць військової техніки, з яких це 36 танків..

### Збиття 4 одиниць російської авіації в Брянській області
13 травня 2023 року, протягом години у Брянській області, було знищено 4 одиниці російської авіації: 2 вертольоти Мі-8, 1 винищувач С-35 та 1 бомбардувальник Су-34..

## Заколот_ПВК_«Вагнер»

### Втрати російської авіації під час заколоту ПВК Вагнер ( 23-24 червня 2023 року ).
За даними OSINT-проект Oryx, на 24 червня 2023 року втрати російської армії під час заколоту склали знищеними: 1 літак Іл-22М11 у Воронезькій області, 1 гелікоптер Ка-52 у Воронезькій області, 2 гелікоптери Мі-8МТПР у Луганській та Воронезькій областях. також було знищено 1 гелікоптер Мі-8. Пошкоджено ще 3 гелікоптери (Мі-8МТПР, Мі-35М та Мі-28 )..

## Операція_Dragonfly
17 жовтня 2023 року, ЗСУ завдали ракетних ударів по аеродром росіян в тимчасово окупованих Бердянську та Луганську. Удар було завдано із застосуванням балістичних ракет середньої дальності ATACAMS.
Внаслідок ракетних ударів російські повітряні сили зазнали найбільших одномоментних втрат з часів, імовірно, Другої світової війни.
21 жовтня 2023 року OSINT-група Oryx підрахувала, що ударами ЗСУ по аеродромах Бердянську та Луганську було знищено: 7 гелікоптерів Ка-52 та 2 гелікоптери Мі-8 внаслідок цього удару, також щонайменше 8 гелікоптерів Ка-52 та 7 гелікоптерів Мі-8 було пошкоджено..